# Lori de coroneta porpra
El lori de coroneta porpra (Glossopsitta porphyrocephala) és una espècie d'ocell de la família dels psitàcids que habita zones boscoses del sud-oest d'Austràlia Occidental i del sud d'Austràlia Meridional, Victòria i sud de Nova Gal·les del Sud.